# Моніка Рошу
Моніка Рошу (рум. Monica Roşu, 11 травня 1987) — румунська гімнастка, олімпійська чемпіонка.

## Виступи на Олімпіадах
| Олімпіада  | Дисципліна        | Місце              |
| ---------- | ----------------- | ------------------ |
| Афіни 2004 | вільні врави      | 25 (кваліфікація)  |
| Афіни 2004 | опорний стрибок   | 1                  |
| Афіни 2004 | різновисокі бруси | 33T (кваліфікація) |
| Афіни 2004 | абсолютний залік  | 66 (кваліфікація)  |
| Афіни 2004 | командний залік   | 1                  |